# Pseudothonalmus divisus
Pseudothonalmus divisus là một loài bọ cánh cứng trong họ Cerambycidae.